# Tarifvertrag für den öffentlichen Dienst der Länder
| Basisdaten                                               | Basisdaten |
| -------------------------------------------------------- | --- |
| Titel:                                                   | Tarifvertrag für den öffentlichen Dienst der Länder                                                                     |
| Abkürzung:                                               | TV-L |
| Verhandelnde Parteien:                                   | Arbeitgeberseite: Tarifgemeinschaft deutscher Länder (TdL) Arbeitnehmerseite: ver.di DBB Beamtenbund und Tarifunion GEW |
| Unterzeichnung:                                          | 12. Oktober 2006 |
| Inkrafttreten:                                           | 1. November 2006 |
| Letzte Änderung durch: 1)                                | Änderungstarifvertrag Nr. 11 vom 2. März 2019                                                                           |
| Inkrafttreten der letzten Änderung: 1)                   | 1. Januar 2019 |
| Mindestlaufzeit der Regelungen: 1)                       | 30. September 2021 |
| 1) Bitte beachten Sie den Hinweis zur geltenden Fassung! | |

Der Tarifvertrag für den öffentlichen Dienst der Länder (TV-L) ist der seit dem 1. November 2006 geltende Tarifvertrag für die Beschäftigten von 15 der 16 bundesdeutschen Länder. Er hat die bis dahin gültigen, unterschiedlichen Tarifverträge für Angestellte (BAT) und Arbeiter (MTArb) abgelöst.
Inhaltlich ist der TV-L weitgehend identisch mit dem rund ein Jahr früher in Kraft getretenen Tarifvertrag für den öffentlichen Dienst (TVöD), der die Tarifbedingungen bei Bund und Kommunen regelt.

## Entstehungsgeschichte
Nachdem sich die Tarifvertragsparteien im Jahr 2003 grundsätzlich auf die Ablösung der in ihren wesentlichen Teilen bereits vom Anfang der 1960er-Jahre stammenden Tarifverträge BAT und MTArb beziehungsweise BMT-G geeinigt hatten, kam es im Verlauf der dazu aufgenommenen Verhandlungen zu Gegensätzen innerhalb der Arbeitgeberseite sowie auch gegenüber den Gewerkschaften. Infolgedessen schied die Tarifgemeinschaft deutscher Länder (TdL) aus den gemeinsamen Verhandlungen mit Bund und Kommunen aus.
Erst als am 13. September 2005 der Tarifvertrag für den öffentlichen Dienst (TVöD) zwischen Bund und Kommunen einerseits und Gewerkschaften andererseits unterzeichnet worden war, kamen auch die Verhandlungen mit den Ländern wieder in Gang.
Am 19. Mai 2006 unterzeichnete die TdL unter ihrem Verhandlungsführer Hartmut Möllring und die Gewerkschaften Verdi und DBB den ersten TV-L zum 1. November 2006. Auf Gewerkschaftsseite sind auch die Gewerkschaft Erziehung und Wissenschaft, die Gewerkschaft der Polizei und die Industriegewerkschaft Bauen-Agrar-Umwelt beteiligt.

## Grundzüge des TV-L
Mit dem TV-L wurde – analog zum TVöD – die Vereinheitlichung des Tarifwerks für Arbeiter, Angestellte und Pflegebeschäftigte sowie die Abkehr von der dienstalters- und familienbezogenen Bezahlung hin zu einer erfahrungsorientierten Vergütung vollzogen. Es wurde der einheitliche Begriff des/der Beschäftigten anstelle von Arbeitern und Angestellten eingeführt.

### Geltungsbereich
Der TV-L gilt in 15 von 16 deutschen Bundesländern. In Hessen gilt seit dem 1. Januar 2010 der Tarifvertrag für den öffentlichen Dienst des Landes Hessen (TV-H), der in weiten Teilen dem TV-L entspricht.
Der TV-L gilt auch für die Unikliniken.

### Unkündbarkeit von Beschäftigten
Die grundsätzliche Unkündbarkeit von Beschäftigten wurde für das Tarifgebiet West gemäß den vorhergehenden Regelungen des BAT vereinbart. Danach gilt ein besonderer tariflicher Kündigungsschutz für Beschäftigte, die das 40. Lebensjahr vollendet haben und mindestens 15 Jahre bei einem unter den Geltungsbereich des TVöD/TV-L fallenden Arbeitgeber beschäftigt sind. Die außerordentliche Kündigung aus wichtigem Grund ist allerdings auch bei „unkündbaren“ Arbeitnehmern möglich. In den neuen Bundesländern gilt dieser besondere Kündigungsschutz nicht.

## Arbeitszeitregelungen

### Problemdarstellung
Ein besonderes Problem im Hinblick auf die Einführung des TV-L stellten die Regelungen zur Arbeitszeit dar. Nach der Kündigung der Arbeitszeitregelungen des BAT und dem Austritt der TdL aus den Tarifverhandlungen zur Modernisierung des öffentlichen Tarifrechts hatte diese ihren Mitgliedern empfohlen, bei Neu- und Wiedereinstellungen, Verlängerung von Arbeitsverträgen, aber auch bei Höhergruppierungen etc. neue Arbeitsverträge mit höheren Arbeitszeiten zu vereinbaren.
Auf diese Weise sollen Anfang des Jahres 2006 in einzelnen Bundesländern schon 15 bis 20 Prozent aller Arbeitsverträge auf eine längere Wochenarbeitszeit als 38,5 Stunden umgestellt worden sein. Trotz der 12- bis 14-wöchigen Streiks im öffentlichen Dienst waren die Arbeitgeber der Länder nicht bereit, auf eine Verlängerung der Arbeitszeiten zu verzichten.

### Einigung auf längere Arbeitszeiten
In der Tarifeinigung vom 19. Mai 2006 haben sich die Tarifvertragsparteien auf länderspezifische Arbeitszeitregelungen geeinigt: Danach sollen in den Ländern die durchschnittlichen tatsächlichen Arbeitszeiten zum Stichtag 1. Januar 2006 festgestellt werden.
Die durchschnittliche regelmäßige wöchentliche Arbeitszeit ausschließlich der Pausen wird für jedes Bundesland im Tarifgebiet West auf der Grundlage der gemeinsam festgestellten tatsächlichen durchschnittlichen wöchentlichen Arbeitszeit ohne Überstunden und Mehrarbeit von den Tarifvertragsparteien einvernehmlich festgelegt. Die so ermittelte tatsächliche Arbeitszeit wird für jedes Bundesland um einen individuellen Faktor erhöht.
Danach ergibt sich in den Bundesländern im Tarifgebiet West eine regelmäßige wöchentliche Arbeitszeit im Rahmen von 38,7 bis 40,1 Stunden. Im Tarifgebiet Ost verbleibt es bei 40 Wochenstunden.

### Sonderregelungen zur Arbeitszeit
Die Arbeitszeit soll nicht verlängert werden für folgende Berufsgruppen:
- Beschäftigte, die ständig Wechselschicht- oder Schichtdienst leisten
- Beschäftigte in Unikliniken, Landeskrankenhäusern, sonstigen Krankenhäusern und psychiatrischen Einrichtungen
- Beschäftigte in Straßenmeistereien, Autobahnmeistereien, Kfz-Werkstätten, Theatern und Bühnen, Hafenbetrieben, Schleusen und im Küstenschutz
- Beschäftigte in Einrichtungen für schwerbehinderte Menschen (Schulen, Heime) und in heilpädagogischen Einrichtungen

### Arbeitszeiten in den Bundesländern
Es wurde folgende Berechnungsweise eingeführt:
Zum Stichtag 1. Februar 2006 wird für jedes Bundesland die tatsächliche Arbeitszeit ermittelt. Diese stellt den Durchschnitt der Arbeitszeiten aller Vollzeit-Tarifbeschäftigten (ohne Lehrer) eines Bundeslandes dar. Danach wird die Differenz zwischen dieser tatsächlichen Arbeitszeit und der 38,5-Stunden-Woche errechnet. Diese Differenz wird verdoppelt, wobei beim zweiten Zahlenwert eine Deckelung bei 0,4 Stunden greift. Der so errechnete Wert wird zu den 38,5 Stunden addiert. Unter Berücksichtigung dessen wird für jedes Bundesland ein Faktor ermittelt, mit dem die Gesamtdifferenz multipliziert wird. Hieraus ergibt sich die tatsächliche, vereinbarte Wochenarbeitszeit. Diese variiert von 38:42 in Schleswig-Holstein bis 40:06 in Bayern. In den neuen Bundesländern gilt weiterhin die 40-Stunden-Woche.
| Wochenarbeitszeit (in Stunden:Minuten) | Bundesländer                                                            |
| -------------------------------------- | ----------------------------------------------------------------------- |
| 38:42                                  | Schleswig-Holstein                                                      |
| 39:00                                  | Hamburg, Rheinland-Pfalz                                                |
| 39:12                                  | Bremen                                                                  |
| 39:24                                  | Berlin                                                                  |
| 39:30                                  | Baden-Württemberg, Saarland                                             |
| 39:48                                  | Niedersachsen                                                           |
| 39:50                                  | Nordrhein-Westfalen                                                     |
| 40:00                                  | Brandenburg, Mecklenburg-Vorpommern, Sachsen, Sachsen-Anhalt, Thüringen |
| 40:06                                  | Bayern                                                                  |

Der TV-L eröffnet neue Möglichkeiten zur Einführung von flexiblen Arbeitszeitmodellen unter Nutzung von Langzeitarbeitskonten.

## Entgelt
Die Höhe des Entgelts orientiert sich maßgeblich an der Entgeltgruppe, die sich nach der formalen Aufgabenübertragung und dem Qualifikationsniveau richten soll, und der Entgeltstufe, die die Berufserfahrung innerhalb der Entgeltgruppe wiedergibt. Aus der Kombination beider Merkmale baut sich die Entgelttabelle auf.

### Entgeltgruppen
Nach jahrelangen Verhandlungen haben sich die Tarifgemeinschaft deutscher Länder und die Gewerkschaften verdi und dbb tarifunion Anfang Februar 2012 auf eine neue Entgeltordnung – mit vorläufiger Ausnahme des IT-Bereichs und der Lehrkräfte – verständigt, die nun die Anlage A zum TV-L bildet. Die Bestimmungen gelten für Neueinstellungen rückwirkend ab dem 1. Januar 2012; bereits Beschäftigte können aber unter Umständen eine entsprechende Umgruppierung verlangen. Die Entgeltordnung löst die seit dem 1. November 2006 übergangsweise noch weitergeltende Vergütungsordnung zum BAT sowie die Lohngruppenverzeichnisse zum MTArb ab.
Die neue Entgeltordnung ist im Wesentlichen lediglich eine überarbeitete Zusammenfassung der bis dahin geltenden Eingruppierungsregelungen. Die nach den bisherigen Regelungen übergangsweise noch in Ausnahmefällen möglichen Bewährungs-, Fallgruppen- und Tätigkeitsaufstiege sind nun endgültig nicht mehr möglich.
Für den IT-Bereich wurden am 23. August 2012 rückwirkend zum 1. Januar 2012 neue Eingruppierungsregelungen zwischen Arbeitgebern und Gewerkschaften vereinbart. Auch hierbei handelt es sich überwiegend um eine lediglich redaktionell überarbeitete Fassung der bisher bereits geltenden Regelungen und nicht um eine grundlegende Neufassung der Bestimmungen.
Ausgenommen von der neuen Entgeltordnung sind die bundesweit etwa 200.000 angestellten Lehrkräfte, welche die größte Berufsgruppe im öffentlichen Dienst der Länder bilden. Die Länder regeln die Eingruppierung ihrer Lehrkräfte stattdessen auf der Basis so genannter „Lehrerrichtlinien“ einseitig. Diese Richtlinien schreiben allerdings kein bundesweit einheitliches Vorgehen bei der Eingruppierung von Lehrern vor, was seit 2006 teilweise zu spürbaren Gehaltsunterschieden zwischen den einzelnen Bundesländern geführt hat (siehe: Spartenspezifische Regelungen: Lehrer).
Die im Teil 2 der EGO aufgeführten Berufsgruppen mit besonderen Tätigkeitsmerkmalen müssen teilweise eine Schlechterstellung zu den im Teil 1 abgebildeten Berufsgruppen hinnehmen. Diese jahrzehntelangen Einschränkungen wurden überwiegend in den neuen Entgeltordnungen beim Bund (2014) und den Kommunen (2017) abgebaut. Da es durch die unterschiedlichen Entgeltordnungen im öffentlichen Dienst trotz gleicher Tätigkeiten teilweise zu großen Differenzen in der Bezahlung dieser Beschäftigtengruppen kommt, verhandelten die Länder ebenfalls mit den Gewerkschaften über eine Verbesserung für die im Teil 2 festgelegten Arbeitnehmergruppen. Diese Verhandlungen wurden 2018 im Wesentlichen abgeschlossen.
Die überarbeitete Entgeltordnung soll ab 1. Januar 2020 auf die infrage kommenden Beschäftigtengruppen (wie Bibliothekare, Archivare und Museumsmitarbeiter) sowie ab 2021 (für Informatiker) anwendbar sein und im Einzelfall nun einen Durchstieg über E9 ermöglichen.
Bei der Einordnung von Beschäftigten in die Erfahrungsstufen (Anerkennung bisheriger beruflicher Erfahrungen nach § 16 TVöD) haben die Personalräte nach einer Entscheidung des Bundesverwaltungsgerichtes vom 27. August 2008 ein Mitbestimmungsrecht (BVerwG, Beschluss vom 27. August 2008, 6 P 11/07).
| Entgeltgruppe | Beispiele |
| ------------- | --- |
| 1             | Essensausgeber Reiniger in Außenbereichen Spülhilfe |
| 2             | Hallenaufsicht in Schwimmbädern |
| 3             | Desinfektionshelfer |
| 4             | Fahrerin Dorfhelfer Pflanzenbeschauerin |
| 5             | Fernsprecher im Auskunftsdienst Sachbearbeiter für Reisekosten |
| 6             | Kinderpfleger Heilerziehungspflegehelferin Ergotherapeut Familienpfleger Hauswirtschafter Sozialassistentin Altenpflegehelfer IT-Informationselektronikerin IT-Systemtechniker Staatliche Fischereiaufseherin |
| 7             | Medizinisch-technischer Assistent Heilerziehungspflegerin Logopäde Physiotherapeutin Altenpfleger Diätassistentin                                                                                             |
| 8             | Fachinformatiker |
| 9             | Bibliothekar (mit Diplom), Archivar (mit Diplom), noch Teil II EGO Betriebsleiter einer Badeanstalt Revierförster                                                                                             |
| 10            | |
| 11            | Lehrer an Grund-, Haupt-, Real- und Gesamtschulen (bei Einstellung) Lehrer im Bereich Sekundarstufe I im Seiteneinstieg                                                                                       |
| 12            | Lehrer im Bereich Sekundarstufe II im Seiteneinstieg Dolmetscher während der Einarbeitungszeit |
| 13            | Doktoranden und Post-Docs an Universitäten und Forschungsinstituten Lehrer an Förderschulen, Gymnasien und Gesamtschulen (bei Einstellung)                                                                    |
| 14            | (in der Regel promovierte) Wissenschaftler, die als Team- oder Projektleiter tätig sind Ärzte und Apotheker                                                                                                   |
| 15            | Abteilungsleiter in Forschungsinstituten Leitender Arzt im Krankenhaus Apotheker mit vier oder mehr untergebenen Apothekern                                                                                   |

### Entgelttabelle
Die Entgelttabelle besteht aus augenscheinlich 18 Entgeltgruppen (1–15ü), durch Sonderregelungen für bestimmte Beschäftigtengruppen innerhalb der Entgeltgruppe 9 sind es tatsächlich aber 20 Entgeltgruppen.
Jede Entgeltgruppe ist weiterhin in sechs (in den EG 1-15) beziehungsweise fünf (in den EG 13ü und 15ü) Grund- und Erfahrungsstufen untergliedert. Die Stufen 1 und 2 gelten dabei als Grundstufen. Der Aufstieg in die nächsthöhere Stufe erfolgt dabei in der Regel nach der Dauer der Berufserfahrung beim selben Arbeitgeber. So ist nach einem Jahr ein Aufstieg in die Stufe 2 vorgesehen, nach zwei Jahren in Stufe 2 ein Aufstieg in die Stufe 3, nach drei Jahren in Stufe 3 ein Aufstieg in die Stufe 4 usw. Die Dauer der Zeiten des Aufstiegs ab Stufe 3 kann leistungsbezogen verlängert oder verkürzt werden.
Durch das Prinzip einer „Wippe“ sollen jüngere Beschäftigte (nach einem geringeren Eingangsentgelt als zuvor) im Vergleich zum früheren BAT zunächst schneller ein höheres Entgelt erzielen. Als Ausgleich steigt das Entgelt in späteren Berufsjahren beziehungsweise im Alter weniger stark als zuvor. Damit soll die Einkommenssituation der jüngeren Arbeiter und Angestellten verbessert sowie die zuvor starke Orientierung des Entgelts nach abgeleisteten Berufsjahren abgeschwächt werden.
Tarifbeschäftigte Lehrer erhalten in den Entgeltgruppen fünf bis acht 44,80 Euro, in den Entgeltgruppen 9 bis 13 50,40 Euro weniger als in der Tabelle ausgewiesen. Es gibt für Lehrer, die als Studienrat tätig sind, noch die Stufe 13SR, diese entspricht der Stufe 13 ohne Abzüge.
In der Tarifrunde 2017 wurde für die Entgeltgruppen 9 bis 15 die Einführung einer 6. Stufe zum 1. Januar 2018 vereinbart.
In der Tarifrunde 2019 wurde die Überführung der Entgeltgruppen 9 und 9k in die Entgeltgruppen 9a und 9b vereinbart.
| bundeseinheitliche Entgelttabelle – Gültigkeit: 1. Dezember 2022 bis 30. September 2023 | bundeseinheitliche Entgelttabelle – Gültigkeit: 1. Dezember 2022 bis 30. September 2023 | bundeseinheitliche Entgelttabelle – Gültigkeit: 1. Dezember 2022 bis 30. September 2023 | bundeseinheitliche Entgelttabelle – Gültigkeit: 1. Dezember 2022 bis 30. September 2023 | bundeseinheitliche Entgelttabelle – Gültigkeit: 1. Dezember 2022 bis 30. September 2023 | bundeseinheitliche Entgelttabelle – Gültigkeit: 1. Dezember 2022 bis 30. September 2023 | bundeseinheitliche Entgelttabelle – Gültigkeit: 1. Dezember 2022 bis 30. September 2023 |
| Entgeltgruppe                                                                           | Stufe 1 (in den ersten 12 Monaten)                                                      | Stufe 2 (2. und 3. Jahr)                                                                | Stufe 3 (4. bis 6. Jahr)                                                                | Stufe 4 (7. bis 10. Jahr)                                                               | Stufe 5 (11. bis 15. Jahr)                                                              | Stufe 6 (ab 16. Jahr)                                                                   |
| --------------------------------------------------------------------------------------- | --------------------------------------------------------------------------------------- | --------------------------------------------------------------------------------------- | --------------------------------------------------------------------------------------- | --------------------------------------------------------------------------------------- | --------------------------------------------------------------------------------------- | --------------------------------------------------------------------------------------- |
| 0 15Ü                                                                                   | 6122,63                                                                                 | 6795,90                                                                                 | 7434,88                                                                                 | 7853,95                                                                                 | 7957,04                                                                                 | —                                                                                       |
| 15                                                                                      | 5017,31                                                                                 | 5394,35                                                                                 | 5593,59                                                                                 | 6301,27                                                                                 | 6837,15                                                                                 | 7042,26                                                                                 |
| 14                                                                                      | 4542,64                                                                                 | 4885,93                                                                                 | 5167,63                                                                                 | 5593,59                                                                                 | 6246,27                                                                                 | 6433,67                                                                                 |
| 013Ü                                                                                    | —                                                                                       | 4508,07                                                                                 | 4748,54                                                                                 | 4a: 5167,63                                                                             | 6246,27                                                                                 | 6433,67                                                                                 |
| 013Ü                                                                                    | —                                                                                       | 4508,07                                                                                 | 4748,54                                                                                 | 4b: 5593,59                                                                             | 6246,27                                                                                 | 6433,67                                                                                 |
| 13                                                                                      | 4188,38                                                                                 | 4508,07                                                                                 | 4748,54                                                                                 | 5215,72                                                                                 | 5861,53                                                                                 | 6037,38                                                                                 |
| 12                                                                                      | 3774,86                                                                                 | 4040,88                                                                                 | 4604,26                                                                                 | 5098,93                                                                                 | 5737,87                                                                                 | 5910,00                                                                                 |
| 11                                                                                      | 3652,64                                                                                 | 3898,38                                                                                 | 4178,29                                                                                 | 4604,26                                                                                 | 5222,60                                                                                 | 5379,28                                                                                 |
| 10                                                                                      | 3523,62                                                                                 | 3764,77                                                                                 | 4040,88                                                                                 | 4322,55                                                                                 | 4858,48                                                                                 | 5004,24                                                                                 |
| 09b                                                                                     | 3136,59                                                                                 | 3369,08                                                                                 | 3520,54                                                                                 | 3939,07                                                                                 | 4295,09                                                                                 | 4423,96                                                                                 |
| 09a                                                                                     | 3136,59                                                                                 | 3369,08                                                                                 | 3419,58                                                                                 | 3520,54                                                                                 | 3939,07                                                                                 | 4055,96                                                                                 |
| 8                                                                                       | 2946,46                                                                                 | 3173,48                                                                                 | 3299,66                                                                                 | 3419,58                                                                                 | 3552,10                                                                                 | 3634,13                                                                                 |
| 7                                                                                       | 2772,35                                                                                 | 2994,05                                                                                 | 3160,84                                                                                 | 3287,05                                                                                 | 3388,03                                                                                 | 3476,36                                                                                 |
| 6                                                                                       | 2725,66                                                                                 | 2945,10                                                                                 | 3067,49                                                                                 | 3192,41                                                                                 | 3274,43                                                                                 | 3362,77                                                                                 |
| 5                                                                                       | 2618,93                                                                                 | 2834,95                                                                                 | 2957,34                                                                                 | 3073,61                                                                                 | 3167,15                                                                                 | 3230,26                                                                                 |
| 4                                                                                       | 2500,70                                                                                 | 2718,69                                                                                 | 2871,67                                                                                 | 2957,34                                                                                 | 3043,02                                                                                 | 3098,08                                                                                 |
| 3                                                                                       | 2468,79                                                                                 | 2681,96                                                                                 | 2743,16                                                                                 | 2841,06                                                                                 | 2920,62                                                                                 | 2987,93                                                                                 |
| 02Ü                                                                                     | 2369,86                                                                                 | 2577,93                                                                                 | 2657,48                                                                                 | 2755,41                                                                                 | 2822,72                                                                                 | 2914,51                                                                                 |
| 2                                                                                       | 2302,84                                                                                 | 2504,49                                                                                 | 2568,69                                                                                 | 2626,88                                                                                 | 2767,62                                                                                 | 2914,51                                                                                 |
| 1                                                                                       | —                                                                                       | 2094,49                                                                                 | 2125,06                                                                                 | 2161,78                                                                                 | 2198,51                                                                                 | 2290,30                                                                                 |
| Stand: 5. Juli 2023 A                                                                   |                                                                                         |                                                                                         |                                                                                         |                                                                                         |                                                                                         |                                                                                         |

### Tariferhöhungen
| Zeitpunkt        | Erhöhung B                             |
| ---------------- | -------------------------------------- |
| 1. Januar 2008   | +2,9 %                                 |
| 1. Januar 2009   | +40 € Sockelbetrag                     |
| 1. März 2009     | +3,0 %                                 |
| 1. Januar 2010   | Ost = West                             |
| 1. März 2010     | +1,2 %                                 |
| 1. April 2011    | +1,5 %                                 |
| 1. Januar 2012   | +1,9 % +17 € Sockelbetrag              |
| 1. Januar 2013   | +2,65 %                                |
| 1. Januar 2014   | +2,95 %                                |
| 1. März 2015     | +2,1 %                                 |
| 1. März 2016     | +2,3 %                                 |
| 1. Januar 2017   | +2,0 %                                 |
| 1. Januar 2018   | +2,35 %                                |
| 1. Januar 2019   | +3,2 % Stufe 1: +4,5 % linear: +3,01 % |
| 1. Januar 2020   | +3,2 % Stufe 1: +3,2 % linear: +3,12 % |
| 1. Januar 2021   | +1,4 % Stufe 1: +1,8 % linear: +1,29 % |
| 1. Oktober 2021  | Nullrunde +1.300 € Einmalzahlung       |
| 1. Dezember 2022 | +2,8 %                                 |
| 1. Oktober 2023  | Nullrunde +3.000 € Einmalzahlung       |
| 1. November 2024 | +200 € Sockelbetrag                    |
| 1. Februar 2025  | +5,5 % (mindestens +140 €)             |

- 2008 wurden zum Jahresbeginn die Tabellenentgelte im Tarifgebiet West um 2,9 Prozent erhöht und im Tarifgebiet Ost die Vergütungsgruppen X–Vb BAT-O (entspricht den Entgeltgruppen 1 bis 8 sowie Teilen der Entgeltgruppe 9) sowie der Ortszuschlag für Kinder von 92,5 Prozent auf 100 Prozent des Westniveaus angehoben. Im Tarifgebiet Ost wurden die Tabellenentgelte dann zum 1. Mai um 2,9 Prozent erhöht.
- 2009 wurde das Gehalt zum Jahresbeginn in beiden Tarifgebieten um einen Sockelbetrag von 40 Euro angehoben und die Tabellenentgelte zum 1. März in beiden Tarifgebieten um 3 Prozent.
- 2010 stiegen zum Jahresbeginn sämtliche Tabellenentgelte des Tarifgebietes Ost auf die West-Entgelte, wodurch seitdem in allen Entgeltgruppen bundeseinheitliche Tarife gezahlt werden. Zum 1. März wurden alle Tabellenentgelte um 1,2 Prozent angehoben.
- 2011 erfolgte zum 1. April eine Entgelterhöhung um 1,5 Prozent, sowie eine Einmalzahlung von 360 Euro.
- 2012 erfolgte zum 1. Januar eine Entgelterhöhung um 1,9 Prozent und anschließend 17 Euro.[8]
- 2013 erfolgte zum 1. Januar eine Entgelterhöhung um 2,65 Prozent und am 1. Januar 2014 erfolgte eine Entgelterhöhung um 2,95 Prozent.[9]
- 2015 erfolgte rückwirkend zum 1. März eine Anhebung der Tabellenentgelte um 2,1 Prozent.[10]
- Zum 1. März 2016 wurde eine weitere Anhebung um 2,3 Prozent, mindestens aber 75 Euro vereinbart. Der Tarifeinigung wurde von den Vertretern der TdL und des Beamtenbunds am 28. März 2015 bereits zugestimmt; die Gewerkschaft ver.di hatte sich die Zustimmung durch eine Mitgliederbefragung vorbehalten.[11]
- 2017 erfolgte rückwirkend zum 1. Januar eine Anhebung der Tabellenentgelte um 2,0 Prozent, mindestens aber 75 Euro. Der „Mindestbetrag“ von 75 Euro galt jedoch nur für Entgelte unter 3.200 Euro.[12]
- Zum 1. Januar 2018 erfolgte eine Anhebung um 2,35 Prozent.[12]
- 2019 erfolgte rückwirkend zum 1. Januar eine Anhebung der Tabellenentgelte in einem Gesamterhöhungsvolumen von 3,2 Prozent, mindestens aber 100 Euro. Zum 1. Januar 2020 soll es eine Anhebung des Gesamterhöhungsvolumens um weitere 3,2 Prozent, mindestens aber 90 Euro und zum 1. Januar 2021 eine Abhebung des Gesamterhöhungsvolumens von 1,4 Prozent, mindestens aber 50 Euro geben.[13]
 Das Gesamterhöhungsvolumen setzt sich aus drei unterschiedlichen Faktoren zusammen und wirkt sich auf die Entgeltgruppen / Entlohnungsarten unterschiedlich stark aus:
 So wird die Stufe 1 aller Entgeltgruppen rückwirkend zum 1. Januar 2019 um 4,5 Prozent, zum 1. Januar 2020 um 3,2 Prozent und zum 1. Januar 2021 um 1,8 Prozent erhöht. Alle anderen Stufen aller Entgeltgruppen erhalten eine lineare Anhebung um 3,01 Prozent im Jahr 2019, um 3,12 Prozent im Jahr 2020 und um 1,29 Prozent im Jahr 2021. Zudem wurde eine Erhöhung der Bereitschaftsdienstentgelte vereinbart.[13] Bei der Angabe der prozentuellen Entgelterhöhung sollte das Einfrieren der Jahressonderzahlung auf dem Niveau der Entgelttabelle des Jahres 2018 beachtet werden. Dieses Einfrieren führt zu einer Verringerung der linearen Erhöhung um jeweils bis zu 0,2 Prozentpunkte.[13]
- Zum 1. Oktober 2021 folge eine Nullrunde. Spätestens im März 2022 sollen alle Bediensten eine steuer- und abgabenfreie Einmalzahlung von 1.300 Euro erhalten.
- 2022 erfolgt zum 1. Dezember eine Entgelterhöhung um 2,8 Prozent.
- In den Tarifverhandlungen Ende 2023 wurde rückwirkend zum 1. Oktober 2023 eine steuer- und abgabenfreie Einmalzahlung von 3.000 Euro kombiniert mit einer Nullrunde vereinbart. Zum 1. November 2024 erfolgt eine pauschale Erhöhung um 200 Euro, ehe zum 1. Februar 2025 eine Erhöhung von 5,5 Prozentpunkten, mindestens aber 140 Euro, folgt.[14]

### Jahressonderzahlung
Bei der „Jahressonderzahlung“ handelt es sich um das zusammengefasste Weihnachtsgeld und Urlaubsgeld. Sie wird mit dem Novembergehalt ausbezahlt. Voraussetzung für die Gewährung ist, dass das Arbeitsverhältnis am 1. Dezember des Jahres besteht (§ 20, Abs. 1 TV-L). Für jeden Monat des Jahres, in dem kein Anspruch auf Entgelt bestand, wird die Sonderzahlung um 1/12 gemindert. Als Bemessungsgrundlage wird das durchschnittliche monatliche Entgelt der jeweils gültigen Entgelttabelle der Monate Juli, August und September herangezogen bzw. das erste Monatsgehalt, wenn das Arbeitsverhältnis erst nach dem 31. August begonnen hat.
Die Jahressonderzahlung ab dem Jahr 2019 werden auf dem materiellen Niveau des Jahres 2018 eingefroren; dies berührt nicht die Ost-West-Anpassung der Jahressonderzahlung im Jahr 2019.
|                      | Ost                                                                             | Ost                                                                             | Ost                                                                             | Ost                                                                             | Ost                                                                             | West                                                                            | bundeseinheitlich                                                      | bundeseinheitlich                                                      | bundeseinheitlich                                                      |
| Jahr→ Entgeltgruppe↓ | bis 2014                                                                        | 2015                                                                            | 2016                                                                            | 2017                                                                            | 2018                                                                            | bis 2018                                                                        | 2019                                                                   | 2020                                                                   | ab 2021                                                                |
| -------------------- | ------------------------------------------------------------------------------- | ------------------------------------------------------------------------------- | ------------------------------------------------------------------------------- | ------------------------------------------------------------------------------- | ------------------------------------------------------------------------------- | ------------------------------------------------------------------------------- | ---------------------------------------------------------------------- | ---------------------------------------------------------------------- | ---------------------------------------------------------------------- |
| E1 bis E4            | 71,5 %                                                                          | 76,2 %                                                                          | 80,9 %                                                                          | 85,6 %                                                                          | 90,3 %                                                                          | 95 %                                                                            | 91,69 %                                                                | 88,91 %                                                                | 87,43 %                                                                |
| E5 bis E8            | 71,5 %                                                                          | 76,2 %                                                                          | 80,9 %                                                                          | 85,6 %                                                                          | 90,3 %                                                                          | 95 %                                                                            | 92,19 %                                                                | 89,40 %                                                                | 88,14 %                                                                |
| E9 bis E11           | 60,0 %                                                                          | 64,0 %                                                                          | 68,0 %                                                                          | 72,0 %                                                                          | 76,0 %                                                                          | 80 %                                                                            | 77,66 %                                                                | 75,31 %                                                                | 74,35 %                                                                |
| E12 und E13          | 45,0 %                                                                          | 46,0 %                                                                          | 47,0 %                                                                          | 48,0 %                                                                          | 49,0 %                                                                          | 50 %                                                                            | 48,54 %                                                                | 47,07 %                                                                | 46,47 %                                                                |
| E13Ü, Stufe 2 und 3  | 45,0 %                                                                          | 46,0 %                                                                          | 47,0 %                                                                          | 48,0 %                                                                          | 49,0 %                                                                          | 50 %                                                                            | 48,54 %                                                                | 47,07 %                                                                | 46,47 %                                                                |
| E13Ü, Stufe 4 und 5  | 30,0 %                                                                          | 31,0 %                                                                          | 32,0 %                                                                          | 33,0 %                                                                          | 34,0 %                                                                          | 35 %                                                                            | 33,98 %                                                                | 32,95 %                                                                | 32,53 %                                                                |
| E14 bis E15Ü         | 30,0 %                                                                          | 31,0 %                                                                          | 32,0 %                                                                          | 33,0 %                                                                          | 34,0 %                                                                          | 35 %                                                                            | 33,98 %                                                                | 32,95 %                                                                | 32,53 %                                                                |
|                      | in Prozent eines Monatsentgelts an die jeweils jährlich geltende Entgelttabelle | in Prozent eines Monatsentgelts an die jeweils jährlich geltende Entgelttabelle | in Prozent eines Monatsentgelts an die jeweils jährlich geltende Entgelttabelle | in Prozent eines Monatsentgelts an die jeweils jährlich geltende Entgelttabelle | in Prozent eines Monatsentgelts an die jeweils jährlich geltende Entgelttabelle | in Prozent eines Monatsentgelts an die jeweils jährlich geltende Entgelttabelle | in Prozent eines Monatsgehalts auf dem Niveau der Entgelttabelle 2018b | in Prozent eines Monatsgehalts auf dem Niveau der Entgelttabelle 2018b | in Prozent eines Monatsgehalts auf dem Niveau der Entgelttabelle 2018b |

### Leistungsentgelt
Ein Ziel der Tarifparteien war beim Umstieg zum TV-L die Einführung einer leistungsorientierten Entlohnungskomponente. In den Jahren 2007 und 2008 wurden jedem Beschäftigten im Dezember 12 Prozent des Tabellenentgelts, das für den Monat September desselben Jahres zustand, als Leistungszulage gezahlt, unabhängig von seiner tatsächlichen Leistung. Im Rahmen der Tarifrunde 2009 wurden die Leistungsentgelte wieder abgeschafft.
Geplant war etwas ganz anderes: 8 Prozent der Lohnsumme sollten nach einer gemeinsamen Erklärung zukünftig als Leistungsbezahlung ausgeschüttet werden. Zunächst wurde eine Leistungskomponente in Höhe von 1 Prozent der Gehaltssumme des Vorjahres ohne Einbeziehung der Sonderzahlungen vereinbart. Ab 1. Januar 2007 sollte diese noch näher in Dienst-/Betriebsvereinbarungen zu regelnden Bewertungsprinzipien an die Arbeitnehmer in Form von Zulagen und Prämien ausgezahlt werden. Die Finanzierung dieser Summe sollte aus der Kürzung der Jahressonderzahlungen und dem Wegfall der Ortszuschläge erfolgen. Bevor es zu entsprechenden Bewertungsprinzipien gekommen war, wurde das Leistungsentgelt jedoch wieder abgeschafft.

### Familienbezogene Entgeltbestandteile
Im Gegensatz zu den Vorgänger-Tarifverträgen des öffentlichen Dienstes sieht der TV-L keine separaten familienbezogenen Entgeltbestandteile wie Verheiratetenzuschlag, Kinderzuschläge im Ortszuschlag und der Erhöhungsbetrag im Weihnachtsgeld mehr vor.
Während zum Inkrafttreten des TV-L bereits vorhandene Ansprüche auf diese Entgeltbestandteile weitgehend im Bestand gesichert sind (außer Weihnachts- und Urlaubsgeld, s. o.), erhalten seit dem 1. November 2006 eingestellte Mitarbeiter sowie Altbeschäftigte, deren anspruchsbegründenden Voraussetzungen erst nach dem 31. Oktober 2006 entstanden sind, keine familienbezogenen Entgeltbestandteile mehr. Siehe auch Problemdarstellung.

### Vermögenswirksame Leistungen
Die vermögenswirksamen Leistungen sind in § 23 Abs. 1 TVöD bzw. § 23 Abs. 1 TV-L geregelt. An den bisherigen Grundsätzen hat sich mit der Einführung des neuen Tarifrechts im Wesentlichen nichts geändert. Wie bisher beträgt die Leistung des Arbeitgebers 6,65 Euro monatlich für Vollbeschäftigte. Dieser Betrag reduziert sich bei Teilzeitkräften entsprechend dem Verhältnis ihrer Arbeitszeit zur Arbeitszeit eines Vollbeschäftigten. Die vermögenswirksame Leistungen ist weiterhin kein zusatzversorgungspflichtiges Entgelt.

## Verhältnis zum TVöD
Während die allgemeine Tarifstruktur und Regelungen des TV-L für Beschäftigte der Länder und des TVöD für Beschäftigte von Bund und Kommunen sehr ähnlich sind, ist das Lohnniveau im TV-L deutlich niedriger und wird durch Einschränkungen der veralteten Entgeltordnung noch verschärft. Dies kann zu kontroversen Situationen führen, wie etwa im Fall von Beschäftigten an Universitäten oder Universitätskliniken, welche ein niedrigeres Einkommen haben als die entsprechenden Mitarbeiter beim Bund oder einer Kommune.
Der Einkommensunterschied lag im Jahr 2018 bei bis zu 6,8 Prozent und ist in höheren Entgeltgruppen besonders stark ausgeprägt. Seitens der verhandelnden Gewerkschaft ver.di wurde dies durch die mangelnde Streikbereitschaft der betroffenen Beschäftigten der Länder begründet.

## Überleitung vorhandener Beschäftigter
Da der TV-L für alle Beschäftigten gelten sollte, mussten die bestehenden Beschäftigungsverhältnisse in den TV-L übergeleitet werden.
Dabei wurde zwischen Arbeitern und Angestellten unterschieden. Grundsätzlich wurde vereinbart, dass keine Verluste für bereits Beschäftigte bei ihrem aktuellen Lohn/Gehalt entstehen sollen.
Die Überleitung in das neue Tarifsystem ist mit dem Inkrafttreten des TV-L zum 1. November 2006 erfolgt. Sie ist im Tarifvertrag zur Überleitung der Beschäftigten der Länder in den TV-L und zur Regelung des Übergangsrechts (TVÜ-L) geregelt.
Für einige festgelegte Vergütungssituationen wurden Ausgleichszahlungen vereinbart. Dabei handelt es sich um Fälle, bei denen sich durch die Überleitung die Einkommenserwartungen in der Zukunft deutlich verschlechtert haben („Exspektanzverlust“). Die Strukturausgleichsbeträge werden monatlich für eine bestimmte Dauer oder dauerhaft bezahlt. Der Strukturausgleich ist ein nicht dynamischer Betrag, der bei künftigen Tariferhöhungen unverändert bleibt und der bei etwaigen Höhergruppierungen verrechnet wird, sich also um die Entgelterhöhung reduziert.
Bei der Überleitung der Beschäftigten des Bundes und der Kommunen in den TVöD am 1. Oktober 2005 konnte es aufgrund der Konkurrenzregelungen beim Ortszuschlag ab Stufe 2 zu Verlusten beim Familieneinkommen kommen, wenn beide Partner im öffentlichen Dienst beschäftigt waren. Nachdem der TV-L und der Überleitungstarifvertrag TVÜ-L erst 13 Monate nach dem TVöD in Kraft getreten sind, konnten hier diese Probleme durch Modifizierung der entsprechenden Regelungen weitgehend vermieden werden.

## Spartenspezifische Regelungen
Der TV-L sieht besondere spartenspezifische Regelungen für folgende Bereiche vor:
- Wissenschaft
- Lehrer
- Kliniken

### Wissenschaft
Für den Bereich Wissenschaft soll durch die Anerkennung von einschlägiger Berufserfahrung die personelle Mobilität gefördert werden. Außerdem kann der Arbeitszeitkorridor von 45 auf 48 Stunden angehoben und zusätzlich durch eine Dienstvereinbarung ein spezieller Ausgleichszeitraum gewährt werden. Außerdem soll der Urlaub bis zum 30. September des Folgejahres übertragen werden können. Neueinstellungen von Wissenschaftlern sollen grundsätzlich in der Entgeltgruppe 13 (nicht 14) erfolgen, da sonst das Prinzip der tarifvertraglichen „Wippe“ bei nicht dauerhaft und jungen Beschäftigten nicht funktioniert. Jedoch ist eine „Vorweggewährung von Stufen“ möglich; diese Stufen können um bis zu 25 % überschritten werden. Außerdem kann unter bestimmten Voraussetzungen eine Sonderzahlung bei besonderen Leistungen für ein Drittmittelprojekt gewährt werden.
Mittlerweile wurde der Tarifvertragstext veröffentlicht. Die oben angegebenen Änderungen im Hochschulbereich sind insbesondere im § 40 kodifiziert. Der Hochschulverband hat eine Version des TV-L veröffentlicht, in der die Änderungen des § 40 bereits eingearbeitet sind.

### Lehrer
Die Arbeitszeit der Lehrer soll sich auch zukünftig an den jeweiligen Arbeitszeiten der beamteten Lehrer orientieren. Damit ist es einer Landesregierung möglich, die Arbeitszeiten durch Änderung der Arbeitszeitverordnung des Landes beziehungsweise den jeweiligen Pflichtstundenerlassen zu verlängern.
Außerdem sind die Tabellenentgeltwerte um 64 bis 72 Euro monatlich abgesenkt.
Hinzu kommt, dass es zurzeit noch Probleme mit der Gewährung von Zulagen bei der Wahrnehmung von höherwertigen Aufgaben gibt. Vereinzelt sind Landesregierungen in Arbeitsgerichtsprozesse verstrickt, da 2 Jahre nach Verabschiedung des TV-L noch immer keine Regelungen für die Bezahlung von höherwertigen Aufgaben (vergleichbar den Besoldungsgruppen A 14 bis A 16) getroffen sind.
Die wichtigste Besonderheit für Lehrkräfte besteht im fehlenden Eingruppierungstarifvertrag für angestellte Lehrkräfte im öffentlichen Dienst der Länder. Schon nach dem bis 2006 geltenden Bundes-Angestelltentarifvertrag (BAT) waren Lehrer von der Vergütungsordnung, die für alle anderen Beschäftigten des öffentlichen Dienstes der Länder die Eingruppierung regelte, ausgenommen. Stattdessen wird die Eingruppierung auf Basis von Arbeitgeber-Richtlinien und -Erlassen („Lehrerrichtlinien“) vorgenommen. Die TdL hat je eine Eingruppierungsrichtlinie für Lehrkräfte West beziehungsweise Ost beschlossen, die in einigen Bundesländern unmittelbar angewandt werden, aber nicht bindend sind. Andere Bundesländer haben eigene Richtlinien erlassen. Die Richtlinien sind mitbestimmungspflichtig, auch wenn dies in einigen Bundesländern noch Probleme bereitet.
In der Regel ist in den Richtlinien festgeschrieben, dass Lehrkräfte, die die laufbahnrechtlichen Voraussetzungen zur Übernahme in das Beamtenverhältnis erfüllen („Erfüller“) – das heißt, sie haben erstes und zweites Staatsexamen oder Master und zweites Staatsexamen im Lehramt, in dem sie tätig sind – „wie vergleichbare Beamte“ eingruppiert sind, wobei eine Tabelle die Entgeltgruppen den Besoldungsgruppen zuordnet. Dieses Vorgehen war im BAT-Ost auch tarifvertraglich vorgeschrieben, bis diese Regelung Ende 2012 von ver.di und GEW gekündigt wurde. Lehrkräfte mit abweichender Ausbildung („Nichterfüller“) werden in den Richtlinien unterschiedlichen Entgeltgruppen zugeordnet, je nachdem, an welcher Schulart sie unterrichten. Hier gibt es zum Teil Unterschiede zwischen den Bundesländern, vor allem zwischen Ost und West. So bekommt ein Diplom-Theologe, der Religionsunterricht erteilt, zwischen Entgeltgruppe 9 (Grundschule, Ost) und Entgeltgruppe 13 (Gymnasium, West). Die Bildungsgewerkschaft GEW fordert seit vielen Jahren, die Eingruppierung von Lehrkräften bundeseinheitlich per Tarifvertrag zu regeln.
Für die Gewerkschaft Erziehung und Wissenschaft (GEW), die bei den Tarifverhandlungen im öffentlichen Dienst die Verhandlungsführung für die angestellten Lehrer innehat, hat der Abschluss einer Länder-Entgeltordnung für angestellte Lehrkräfte (L-ego) daher besonders hohe Priorität. Bereits 2006 hatten die Tarifparteien vereinbart, dass sie in die Verhandlungen zu einer neuen Entgeltordnung im TV-L auch die Eingruppierung der Lehrkräfte einbeziehen. Doch bis heute sind die immer wieder unterbrochenen Verhandlungen ohne Ergebnis. Die GEW wirft den Ländern vor, an einer Abschaffung der Lehrerrichtlinien zugunsten eines Tarifvertrags kein Interesse zu haben, da die gegenwärtige Regelung ihnen ein „Eingruppieren nach Gutsherrenart“ ermögliche.
Die GEW weist auch darauf hin, welche problematischen Auswirkungen die Lehrerrichtlinien auch auf andere Beschäftigte des öffentlichen Dienstes haben. So werden zunehmend auch Beschäftigte anderer Berufsgruppen – von Ergotherapeuten bis zu an Schulen arbeitenden Handwerksmeistern – mit dem Verweis auf die Lehrerrichtlinien außertariflich eingruppiert, was ein Absinken des Lohnniveaus im öffentlichen Dienst der Länder insgesamt zur Folge hat.

### Kliniken
Der TV-L enthält Sonderregelungen sowohl für das Pflegepersonal als auch für die Klinikärzte. Seit Oktober 2005 führt der Marburger Bund eigene Tarifverhandlungen für die Klinikärzte und schließt für diese Beschäftigtengruppe eigenständige Tarifverträge (TV-Ä: Ärztetarifvertrag) ab. Der Großteil der Klinikärzte wird seitdem nach diesem Tarif bezahlt, der zwar höhere Monatsgehälter, aber auch eine Wochenarbeitszeit von 42 statt bisher 38,5 Stunden beinhaltet.